# آنا کلاودیا تالانکون
آنا کلاودیا تالانکون (اسپانیایی: Ana Claudia Talancón‎؛ زادهٔ ۱ مهٔ ۱۹۸۰) یک هنرپیشه و مدل اهل مکزیک است.
از فیلم‌ها یا برنامه‌های تلویزیونی که وی در آن نقش داشته است می‌توان به ملت غذای آماده، سرزمین خشک و عشق سال‌های وبا اشاره کرد.